# Plicifusus stejnegeri
Plicifusus stejnegeri är en snäckart. Plicifusus stejnegeri ingår i släktet Plicifusus och familjen valthornssnäckor. Inga underarter finns listade i Catalogue of Life.